# メリーベルと銀のばら
「メリーベルと銀のばら」（メリーベルとぎんのばら）は、吸血鬼一族の物語を描いた萩尾望都のファンタジー漫画作品『ポーの一族』シリーズのうち、『別冊少女コミック』1973年1月号から3月号にかけて連載された作品である。
『ポーの一族』シリーズの第5作で、前作「ポーの一族 (1972年の漫画)」と次作「小鳥の巣」と合わせて『別冊少女コミック』1972年9月号から1973年7月号にかけて連載された「3部作」の一つ。主人公のエドガー・ポーツネルと妹のメリーベルの生い立ちと、2人がバンパネラ（吸血鬼）になるまでを描いた、シリーズの端緒となる作品である。

## あらすじ
1744年、森の奥に捨てられた幼いエドガーとメリーベルは、老ハンナ・ポーに拾われて育てられるが、1754年、エドガーはフランク・ポーツネル男爵とシーラの結婚の儀式を見て老ハンナとポー家の一族の人々が吸血鬼「バンパネラ」であることを知る。いったんは逃げ出したもののメリーベルを人質にとられてしまったため館に戻り、老ハンナに成人すれば一族に加わることを約束させられ、その代わりにメリーベルを巻き添えにしないよう彼女を遠くの町に養女に出させる。
1754年、エドガーが14歳のとき、正体をスコッティの村の住人に見破られた老ハンナは胸に杭を打たれて消滅してしまうが、彼女の連れ合いで一族の最も濃い血をもつ大老（キング）ポーにより、エドガーは無理やり一族に加えられてしまう。その後、エドガーはポーツネル男爵夫妻の養子になる。
一方、7歳のときにロンドンのアート男爵家に養女に出されたメリーベルは、その間もずっとエドガーが迎えに来るのを待ち焦がれていた。そうして13歳になった1757年、エヴァンズ伯爵家の長男オズワルドと次男ユーシスに出会い、ユーシスと恋し合うようになる。
ところが、出会ったときからメリーベルが誰かに似ていると感じていたオズワルドは、彼女を見たイルリー乳母の動揺と「メリーウェザー様」という言葉から、彼女が父親のエヴァンズ伯爵の愛人メリーウェザーにうり二つであることに気がつき、エドガーとメリーベルが自分の母親違いの弟妹であることを知る。エドガーとメリーベルがかつて森の中に捨てられたのは、メリーウェザーの死後、伯爵が2人を正式に引き取ろうとしたため、本妻である伯爵夫人から2人を殺すよう命じられたイルリー乳母が、2人に情が移って殺すに忍びなく思ったことによるものであった。
一方、ユーシスはオズワルドの父親違いの弟でメリーベルとは血がつながっておらず、彼がメリーベルを愛していると知ったオズワルドは彼に2人の出生の秘密を語り、伯爵夫人に猛反対されてもメリーベルを愛することを誓わせる。
しかし、憎き愛人そっくりの娘に最愛の息子を奪われることを恐れた母と、メリーベルとの板挟みにあったユーシスは、どちらも選ぶことができず自ら命を絶とうとする。そのときエドガーがユーシスの自殺を止めようとするが、もみ合ううちにナイフがユーシスの首に刺さり彼は絶命する。その現場を目撃したオズワルドはエドガーがユーシスを殺したものと誤解し、さらに14歳の姿から成長していないエドガーがバンパネラであることを知り、それらのことをメリーベルに告げる。
その後エヴァンズ伯爵家の養女となったメリーベルは、一時はユーシスを殺したのがエドガーだと思い彼を憎もうとし、彼女の前に姿を現した彼を銀のナイフで刺そうとする。しかし、ためらうメリーベルに「早くおやり」と声をかけるエドガーの言葉を聞いた瞬間、ずっと彼が迎えに来ることを待ち望んでいた想いが彼女の心を占め、エドガーがバンパネラであることを承知の上で、オズワルドが止めるのも聞かず自ら彼について行く。

## 補足
- 『別冊少女コミック』1973年1月号掲載の「メリーベルと銀のばら」第1話見開き扉ページに「『ポーの一族』のシリーズにひきつづいて、『メリーベルと銀のばら』を、4回にわたってお贈りする、萩尾望都先生の連作長編!!」と記されている[2]ことから、本作はその時点では4話で終了する予定であった。
- エドガーが無理やり大老（キング）・ポーにより一族に加えられた直後からメリーベルがオズワルドに出会うまでの間の16ページは、雑誌連載時にはなく本作が単行本化された際に加筆されたもので、他のページにも多数のコマの追加や修正などの加筆がある。
- オズワルドはエドガーとメリーベルのその後の行く末を案じ、死の間際の1780年に、彼の子孫に向けて「エドガーおよびメリーベルと名のるものがエヴァンズ家の子孫のまえに現われた場合は、彼らの身分・国籍・年齢いっさいにかかわらず、エヴァンズ家の資産すべてを付与すべし」との遺書を残す[3]。